# Кластер (лингвистика)
Языково́й кла́стер (англ. cluster «пучок, группа») — понятие, используемое в строгом значении в языковой систематике. Обозначает совокупность идиомов, которые близки между собой так же, как диалекты или наречия одного языка, однако составляющие его компоненты (все или часть) на основе этнических, исторических или политических причин считаются отдельными языками. Таким образом кластер является аналогом единого языка, наречия которого считаются отдельными языками. При этом кластер может включать и другие наречия, которые не являются языками ни с какой точки зрения.

## Языковая систематика
В рамках концепции языковой систематики кластер входит в четырёхчленную шкалу нижних уровней языковой систематики: язык/кластер — наречие/«язык» — диалект — говор.
Согласно этой шкале, если у двух идиомов процент совпадений в 100-словном базовом списке меньше 89 (что соответствует времени распада по формуле Сводеша-Старостина более 1100 лет назад), то идиомы являются разными языками. Если процент совпадений больше 97 (время распада меньше 560 лет), то идиомы являются диалектами одного языка. Для оставшегося же интервала (89-97) предложен промежуточный уровень очень близких языков / отдаленных диалектов, в качестве названия для которого используется термин «наречие» в тех случаях, когда соответствующий идиом традиционно рассматривается как компонент другого языка. Когда же такой идиом принято считать отдельным языком, за ним сохраняется таксон «язык», а объединение, куда он входит и соответствующее по степени близости единому языку, называется «кластером». Наглядно употребление таксонов нижних уровней проиллюстрировано в таблице. При этом часто бывает так, что один или несколько идиомов в одном кластере принято считать языками, а другие — нет, хотя они находятся на одинаковом уровне взаимопонятности / структурной близости. В качестве примера можно привести вайнахский кластер, включающий чеченский и ингушский языки и аккинско-орстхойское наречие.
| уровни | примеры                                                 | примеры                                                                                                  |
| --- | ------------------------------------------------------- | --- |
| | a)                                                      | б) |
| 1 уровень [89—95 % совпадений] обычно соответствует либо а) самостоятельному языку (плохо взаимопонятному с другими языками), либо б) группе (кластеру) близкородственных языков. | Английский, французский                                 | русско-белорусский кластер, иберороманский кластер                                                       |
| 2 уровень [95—99 %] соответствует а) наречиям (группам диалектов) или б) отдельным близкородственным языкам (частично взаимопонятным).                                            | пикардское, валлонское, «литературный французский язык» | белорусский язык, среднеюжнорусское, севернорусское наречия; галисийский, португальский, испанский языки |
| 3 уровень [99—100 %] соответствует отдельным диалектам (с хорошим взаимопониманием).                                                                                              |                                                         | псковская группа говоров (ГГ), тверская ГГ, московская ГГ                                                |
| 4 уровень соответствует отдельным говорам (с очень небольшими структурными различиями).                                                                                           |                                                         | московский городской                                                                                     |

Прим.: Подчеркнутые названия раскрываются в следующих строках таблицы.
Указанные уровни в то же время соотносятся со степенью взаимопонятности, что особенно полезно, когда процент совпадений между языками неизвестен:
- Между двумя языками взаимопонятность сильна затруднена и нормальное общение невозможно без специального обучения.
- Внутри языка между двумя наречиями существует взаимопонятность, но не полная; коммуникация возможна, но могут возникнуть недопонимания или ошибки.
- Между диалектами внутри наречия существует практически полная взаимопонятность, хотя носители отмечают особенности каждого диалекта, обычно в произношении (акцент) и употреблении некоторых слов.

Очевидно, что существующие структурные критерии, в том числе и лексикостатистический, могут приводить к совершенно другим результатам, нежели этно-функциониальные.

### Примеры
- Французский язык (или язык ойль) включает в себя франсийское (на основе диалекта которого сложился французский литературный язык), пикардское, нормандское и другие наречия, иногда называемые языками (и тогда включающая их группа может быть названа французским или северо-галлороманским кластером).
- Сербохорватский кластер включает в себя чакавское, кайкавское и штокавское наречия, а последнее также сербский, хорватский и боснийский литературные языки (диалекты).
- Западно-огузский кластер состоит из турецкого, азербайджанского и гагаузского языков, а также южнобережного диалекта крымскотатарского.
- Ногайский кластер состоит из ногайского, казахского и каракалпакского языков и ряда более мелких идиомов. Возможно отнести сюда также татарский (особенно его средний (казанский) диалект) и башкирский языки. Сходство киргизского скорее всего носит конвергентный характер.
- персидско-таджикский кластер является диалектным континуумом и диасистемой с персидским, дари и таджикскими стандартными языками;
- континентально-скандинавский кластер является диасистемой, которая включает четыре стандартных языка (шведский, датский, а также два литературных норвежских — букмол и нюнорск), а также около 10 разговорных наречий, чьи границы пересекают границы государств и официальных языков.
- болгаро-македонский кластер включает три наречия: торлакское, македонское и болгарское. Последние два являются языками с этно-социальной точки зрения и образуют диасистему. Торлакское наречие находится в ситуации диалектного континуума со штокавским наречием и входит скорее в сербохорватскую диасистему, так как сербский является для него «языком-крышей».
- чешский и словацкий языки и их диалекты.
- восточнославянские языки и диалекты.

## Другие употребления
Слово «кластер» может использоваться также в близком значении, как калька англ. cluster, который чаще переводится как «диалектный пучок», то есть примерно то же, что и «диалектный континуум».